# Charity Shield 2000
La Charity Shield 2000 fue la edición N.º 78 de la competición. Fue disputada entre el campeón de la Premier League 1999/00, el Manchester United, y el Chelsea como campeón de la FA Cup 1999-00.
El partido se disputó el 13 de agosto de 2000, en el Estadio de Wembley ante 65.148 espectadores.
El encuentro finalizó 2-0 para el Chelsea, consiguiendo así la segunda Charity Shield para sus vitrinas.

## Charity Shield 2000

### Equipos
| Manchester United |  | Bandera de Inglaterra |  | Campeón de la Premier League (1999/00) |
| Chelsea           |  | Bandera de Inglaterra |  | Campeón de la FA Cup (1999/00)         |

### Partido
| 1          | POR        | Ed de Goey              |     |
| 15         | DEF        | Mario Melchiot          |     |
| 5          | DEF        | Frank Leboeuf           |     |
| 6          | DEF        | Marcel Desailly         |     |
| 3          | DEF        | Celestine Babayaro      |     |
| 12         | MED        | Mario Stanić            |     |
| 16         | MED        | Roberto Di Matteo       | 70' |
| 11         | MED        | Dennis Wise             |     |
| 8          | MED        | Gustavo Poyet           | 77' |
| 9          | DEL        | Jimmy Floyd Hasselbaink |     |
| 25         | DEL        | Gianfranco Zola         | 73' |
| Entrenador | Entrenador | Gianluca Vialli         |     |

| 1          | POR        | Fabien Barthez      |     |
| 2          | DEF        | Gary Neville        |     |
| 5          | DEF        | Ronny Johnsen       |     |
| 27         | DEF        | Mikaël Silvestre    | 19' |
| 3          | DEF        | Denis Irwin         |     |
| 7          | MED        | David Beckham       |     |
| 18         | MED        | Paul Scholes        |     |
| 16         | MED        | Roy Keane           |     |
| 11         | MED        | Ryan Giggs          | 78' |
| 20         | DEL        | Ole Gunnar Solskjær | 70' |
| 10         | DEL        | Teddy Sheringham    | 70' |
| Entrenador | Entrenador | Sir Alex Ferguson   |     |

| 20 | MED | Jody Morris      | 70' |
| 22 | DEL | Eidur Gudjohnsen | 73' |
| 14 | DEF | Graeme Le Saux   | 77' |

| 6  | DEF | Jaap Stam       | 19' |
| 19 | DEL | Dwight Yorke    | 70' |
| 9  | DEL | Andrew Cole     | 70' |
| 25 | MED | Quinton Fortune | 78' |

|  | 22' | Jimmy Floyd Hasselbaink | 1-0 |
|  | 73' | Mario Melchiot          | 2-0 |

|  |

|  | 81' | Paul Scholes |
|  |     |              |

| Expulsado | 62' | Roy Keane |

| Árbitro | Mike Riley |
|         |            |
|         |            |
|         |            |

| 1          | POR        | Ed de Goey              |     |
| 15         | DEF        | Mario Melchiot          |     |
| 5          | DEF        | Frank Leboeuf           |     |
| 6          | DEF        | Marcel Desailly         |     |
| 3          | DEF        | Celestine Babayaro      |     |
| 12         | MED        | Mario Stanić            |     |
| 16         | MED        | Roberto Di Matteo       | 70' |
| 11         | MED        | Dennis Wise             |     |
| 8          | MED        | Gustavo Poyet           | 77' |
| 9          | DEL        | Jimmy Floyd Hasselbaink |     |
| 25         | DEL        | Gianfranco Zola         | 73' |
| Entrenador | Entrenador | Gianluca Vialli         |     |

| 1          | POR        | Fabien Barthez      |     |
| 2          | DEF        | Gary Neville        |     |
| 5          | DEF        | Ronny Johnsen       |     |
| 27         | DEF        | Mikaël Silvestre    | 19' |
| 3          | DEF        | Denis Irwin         |     |
| 7          | MED        | David Beckham       |     |
| 18         | MED        | Paul Scholes        |     |
| 16         | MED        | Roy Keane           |     |
| 11         | MED        | Ryan Giggs          | 78' |
| 20         | DEL        | Ole Gunnar Solskjær | 70' |
| 10         | DEL        | Teddy Sheringham    | 70' |
| Entrenador | Entrenador | Sir Alex Ferguson   |     |

| 20 | MED | Jody Morris      | 70' |
| 22 | DEL | Eidur Gudjohnsen | 73' |
| 14 | DEF | Graeme Le Saux   | 77' |

| 6  | DEF | Jaap Stam       | 19' |
| 19 | DEL | Dwight Yorke    | 70' |
| 9  | DEL | Andrew Cole     | 70' |
| 25 | MED | Quinton Fortune | 78' |

|  | 22' | Jimmy Floyd Hasselbaink | 1-0 |
|  | 73' | Mario Melchiot          | 2-0 |

|  |

|  | 81' | Paul Scholes |
|  |     |              |

| Expulsado | 62' | Roy Keane |

| Árbitro | Mike Riley |
|         |            |
|         |            |
|         |            |

| Campeón Charity Shield 2000 |
| --------------------------- |
| Chelsea 2° título           |

| Predecesor: Charity Shield 1999 | Charity Shield 2000 | Sucesor: Charity Shield 2001 |